# Naguilian (Isabela)
Naguilian è una municipalità di quarta classe delle Filippine, situata nella Provincia di Isabela, nella Regione della Valle di Cagayan.
Naguilian è formata da 25 baranggay:
- Aguinaldo
- Bagong Sikat
- Burgos
- Cabaruan
- Flores
- La Union
- Magsaysay (Pob.)
- Manaring
- Mansibang
- Minallo
- Minanga
- Palattao
- Quezon (Pob.)

- Quinalabasa
- Quirino (Pob.)
- Rangayan
- Rizal
- Roxas (Pob.)
- San Manuel
- Santa Victoria (Villa Capuchino)
- Santo Tomas
- Sunlife
- Surcoc
- Tomines
- Villa Paz